# メゾチント

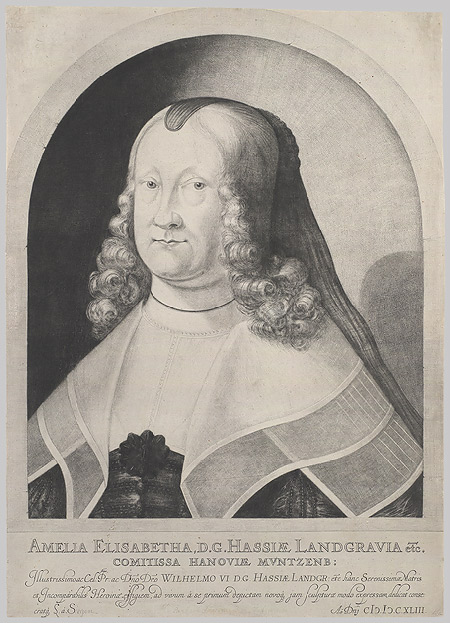
最初のメゾチントとして知られているルートヴィヒ・フォン・ジーゲンの作品、1642年

メゾチントとは版画の凹版技法のひとつ。

## 概要
1640年ころ、ドイツ人のL・ファン・ジーゲンが考案し、17世紀から18世紀にかけてイギリスにおいて発達した
。その後、1875年にイタリア人エドアルド・キヨッソーネが日本にメゾチントの技法を伝えた。
銅版などの金属凹版にロッカーという櫛のような刃がついた器具で版全体に無数の刻みを入れたり、ささくれ状態の線をつくったりする。さらにその上をバーニッシャーやスクレーパーという金属のヘラのような器具でささくれを削ったりならしたりして絵を描き、刷る際にはインクを細かな刻みに擦り込んだ後に、刻みのない部分からは拭い落とす。これにより、刻みが残っている部分はインクの色が濃く現れ、刻みが削られたりならされたりした部分は白く浮き出るという効果が得られ、微妙な明暗の加減を楽しむことが出来る。

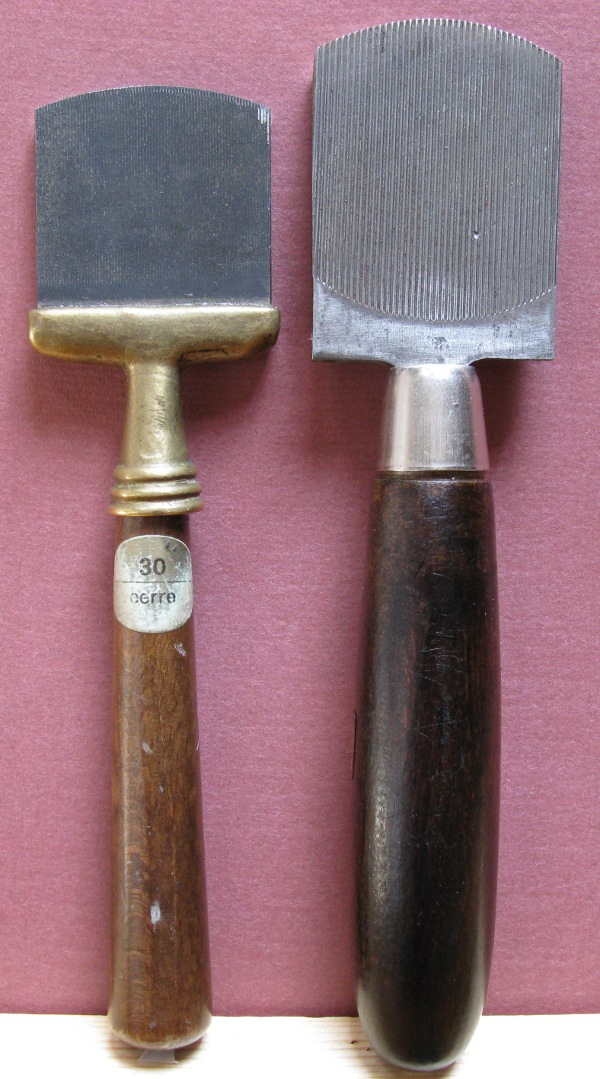
2つのサイズのロッカー
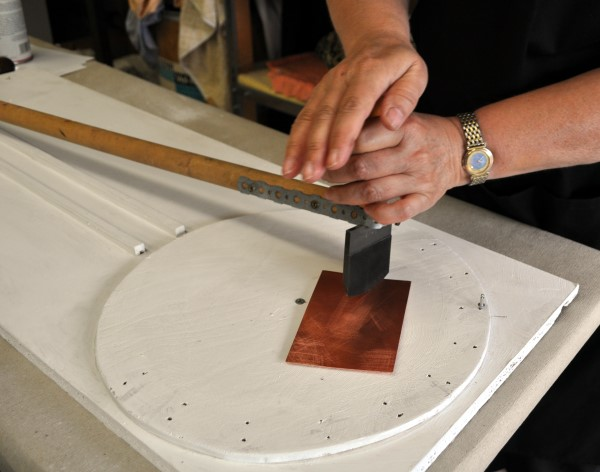
ロッカーを使っている様子
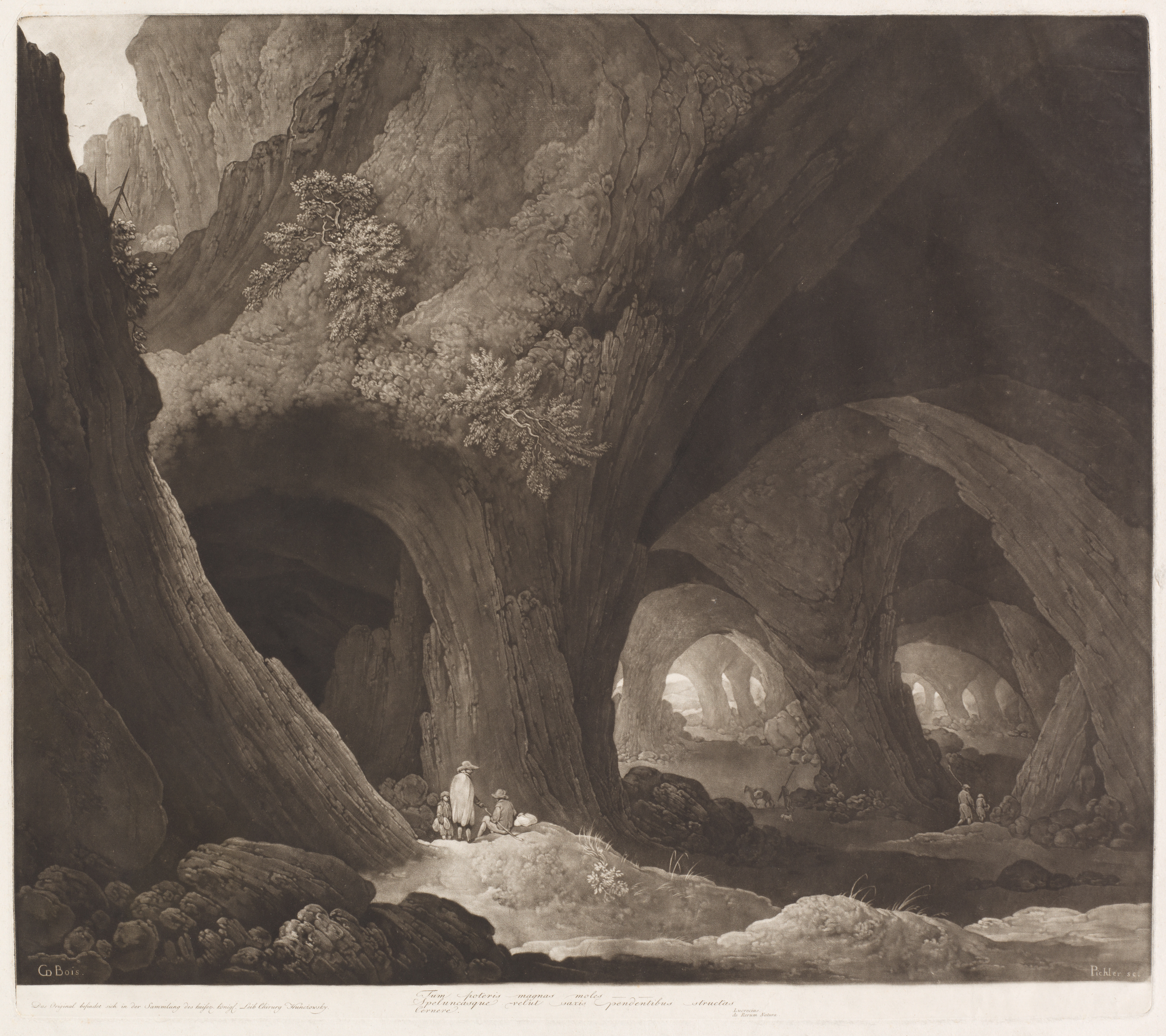
ヨハン・ピーター・ピヒラー（ドイツ語版）作「巨大な洞窟の旅行者」1800年頃
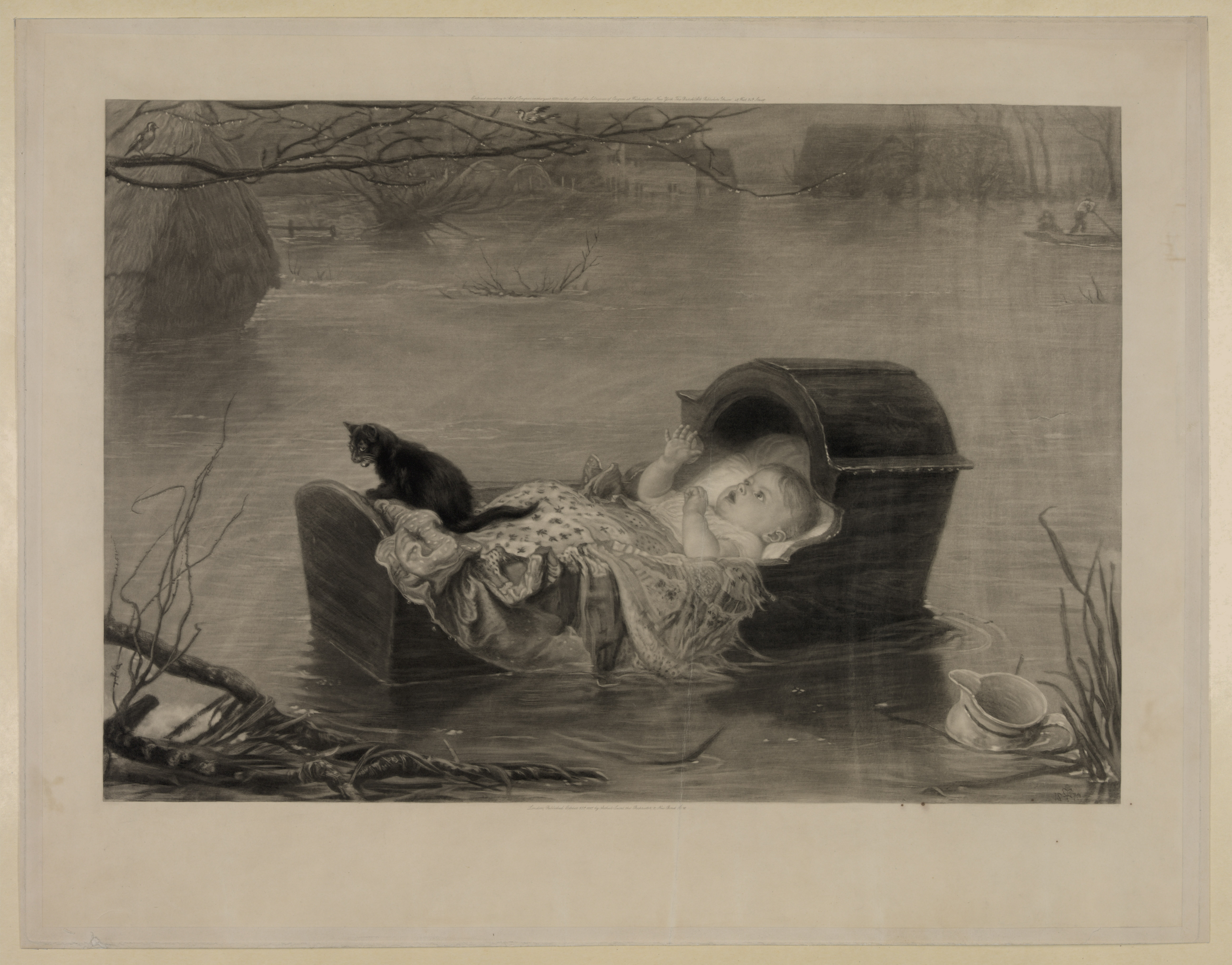
ジョン・エヴァレット・ミレー「洪水」1897
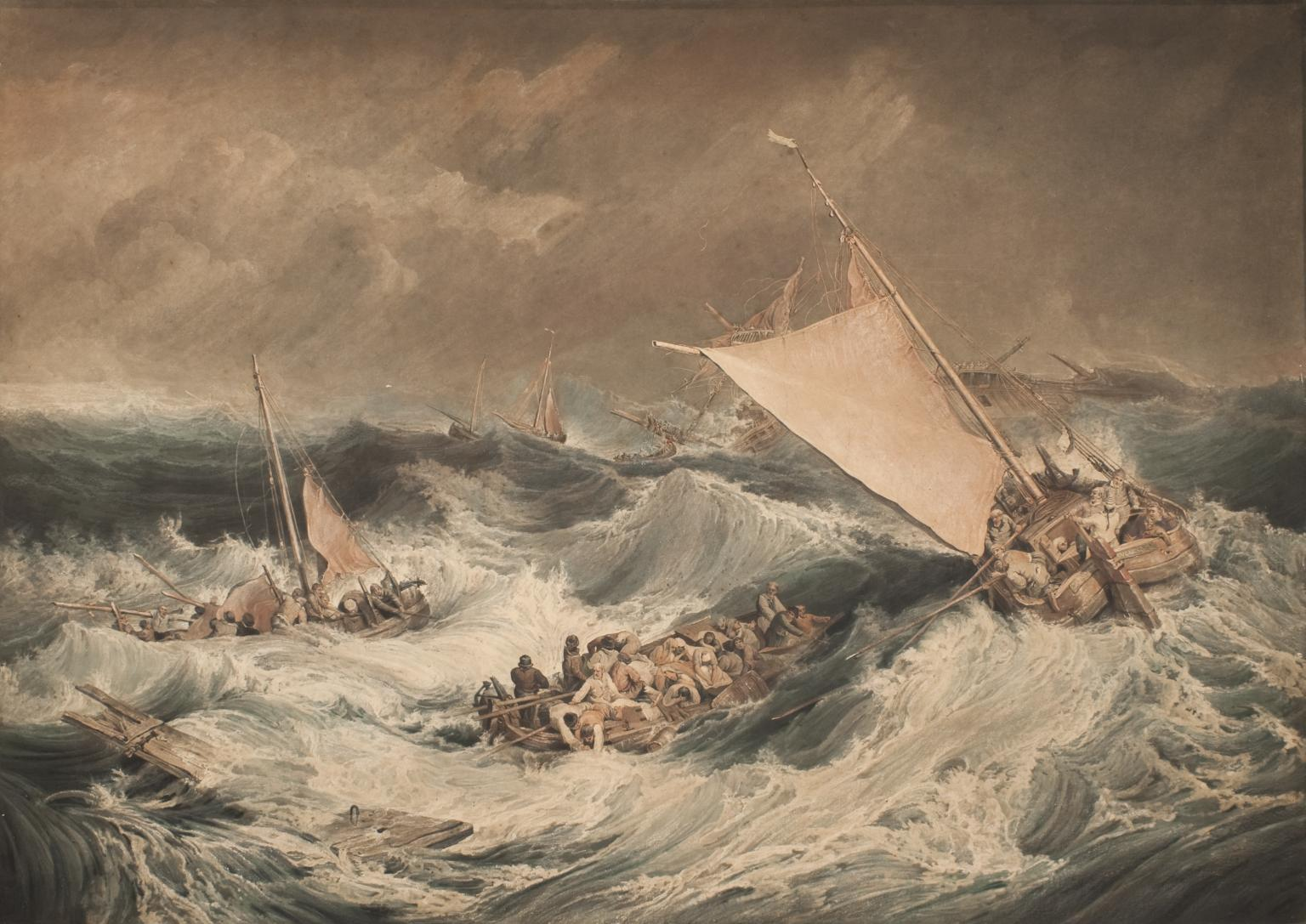
ジョゼフ・マロード・ウィリアム・ターナー「ミノタウロスの難破船」メゾチントに水彩で着色	1806年頃
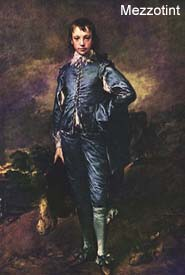
トマス・ゲインズバラ作「青衣の少年」のメゾチントによる複製

## 主な作家
- 浜口陽三
- 長谷川潔
- 加山又造
- 岩谷徹
- 生田宏司
- 坂爪厚生
- 丹阿弥丹波子[2]
- 鈴木信吾
- 佐藤恵美
- 渡邉幹夫（フランス語版）